# اوک‌ویل، کالیفرنیا
اوک‌ویل (به انگلیسی: Oakville) یک منطقهٔ مسکونی در ایالات متحده آمریکا است که در شهرستان ناپا، کالیفرنیا واقع شده‌است. اوک‌ویل ۳٫۵۲۲ کیلومتر مربع مساحت و ۷۱ نفر جمعیت دارد و ۴۶٫۹۴ متر بالاتر از سطح دریا واقع شده‌است.